# Орбје
Орбје (фр. Orbieu) је река у Француској. Дуга је 84 km. Улива се у Од. 